# Monumento natural Cueva de Prometeo
Monumento natural Cueva de Prometeo (del georgiano: პრომეთეს მღვიმე) también conocida como Cueva Kumistavi (ყუმისთავის მღვიმე) o Cueva Tskhaltubo (ღლიანის მღვიმე) es una cueva kárstica situada en el Municipio de Tsjaltubo, en la región de Imericia, en Georgia. La longitud total de la cueva es de unos 11 km, de los cuales 1.060 m están abiertos al público. La cueva tiene un total de 22 salones, de los cuales seis están actualmente abiertos a los turistas.

## Historia
La cueva fue descubierta y estudiada por espeleólogos georgianos (formados por el líder Jumber Jishkariani y los miembros: Tamaz Kobulashvili, Amiran Jamrishvili, Vakhtang Kapanadze, Kote Nizharadze) a principios de los años 80 del siglo XX. Forma parte de un gran sistema de cuevas, unidas por un río subterráneo. 
En la actualidad, se investigan unos 30 km del río, que es aproximadamente la mitad de la longitud de todo el sistema de cuevas. En 1985 comenzó la conversión de la cueva en un destino turístico. En 1989, se estableció una ruta peatonal en la cueva aproximadamente de un kilómetro, se construyeron escaleras y senderos, se perforó un túnel de 150 metros en la salida y se inició la construcción de edificios en la planta baja.
La cueva fue equipada con iluminación temporal y pequeños grupos de turistas comenzaron a visitar la cueva. En 1990, debido al colapso de la Unión Soviética y a la falta de fondos, el proyecto se cerró. Durante varios años un ciudadano local estuvo protegiendo una cueva de los vándalos. Ahora en la entrada de la cueva hay instalado un monumento a él y a su perro.
En 2007, 17 años después del cierre del proyecto, las autoridades georgianas retomaron la idea de convertir la cueva en un destino turístico. El presidente de Georgia Mikheil Saakashvili, que visitó la cueva en 2010, impulsó la transformación de la cueva en un objeto turístico, y sugirió un nuevo nombre «Cueva de Prometeo», ya que el legendario protagonista Prometeo estuvo encadenado a las montañas aproximadamente en esta zona. (La leyenda local cuenta que Prometeo está encadenado a los acantilados de Khvamli, siendo perpetuamente torturado por un cuervo). En un año la cueva fue reformada y reabierta a los visitantes el 26 de mayo de 2011.

## Galería

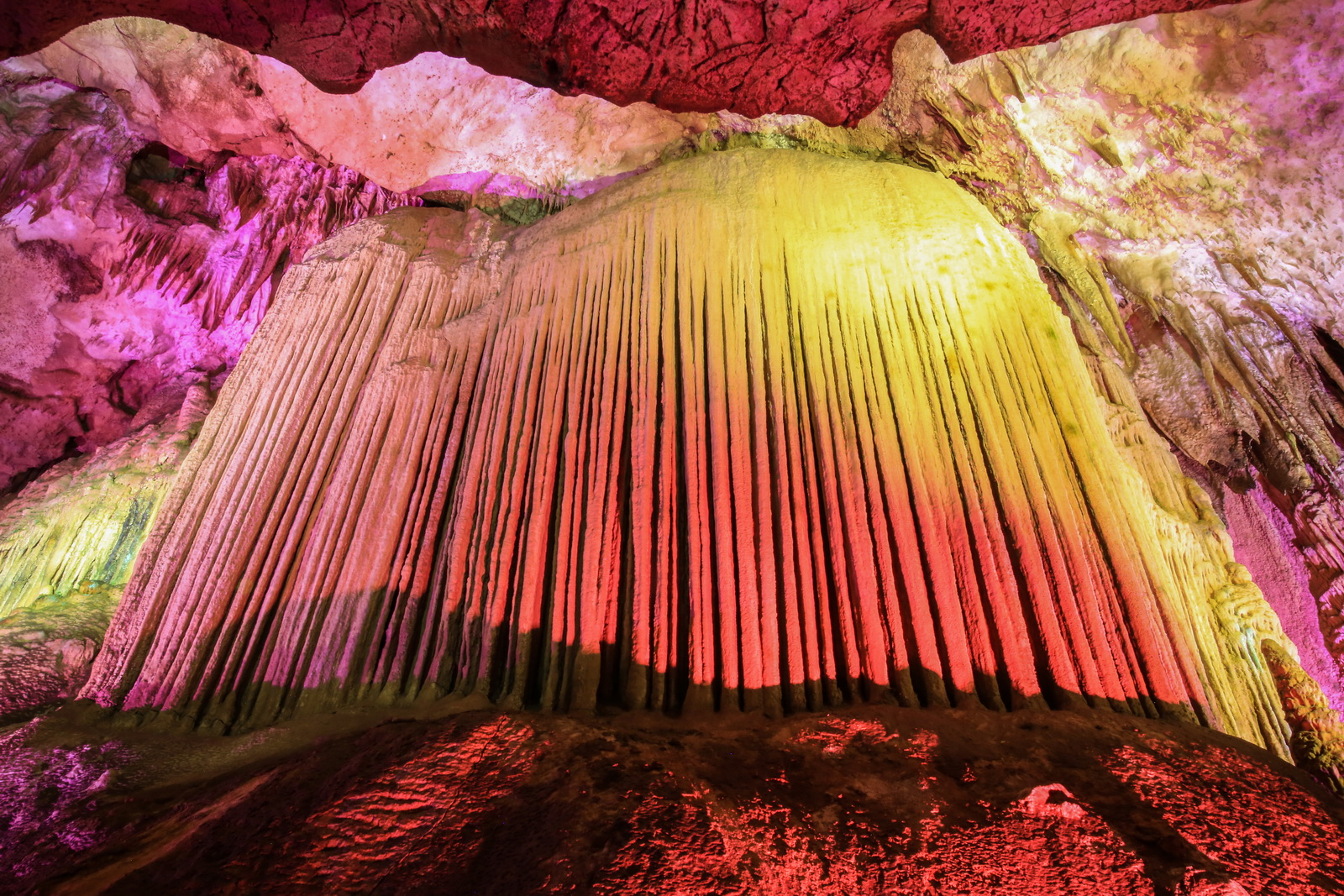
Vista interior iluminada
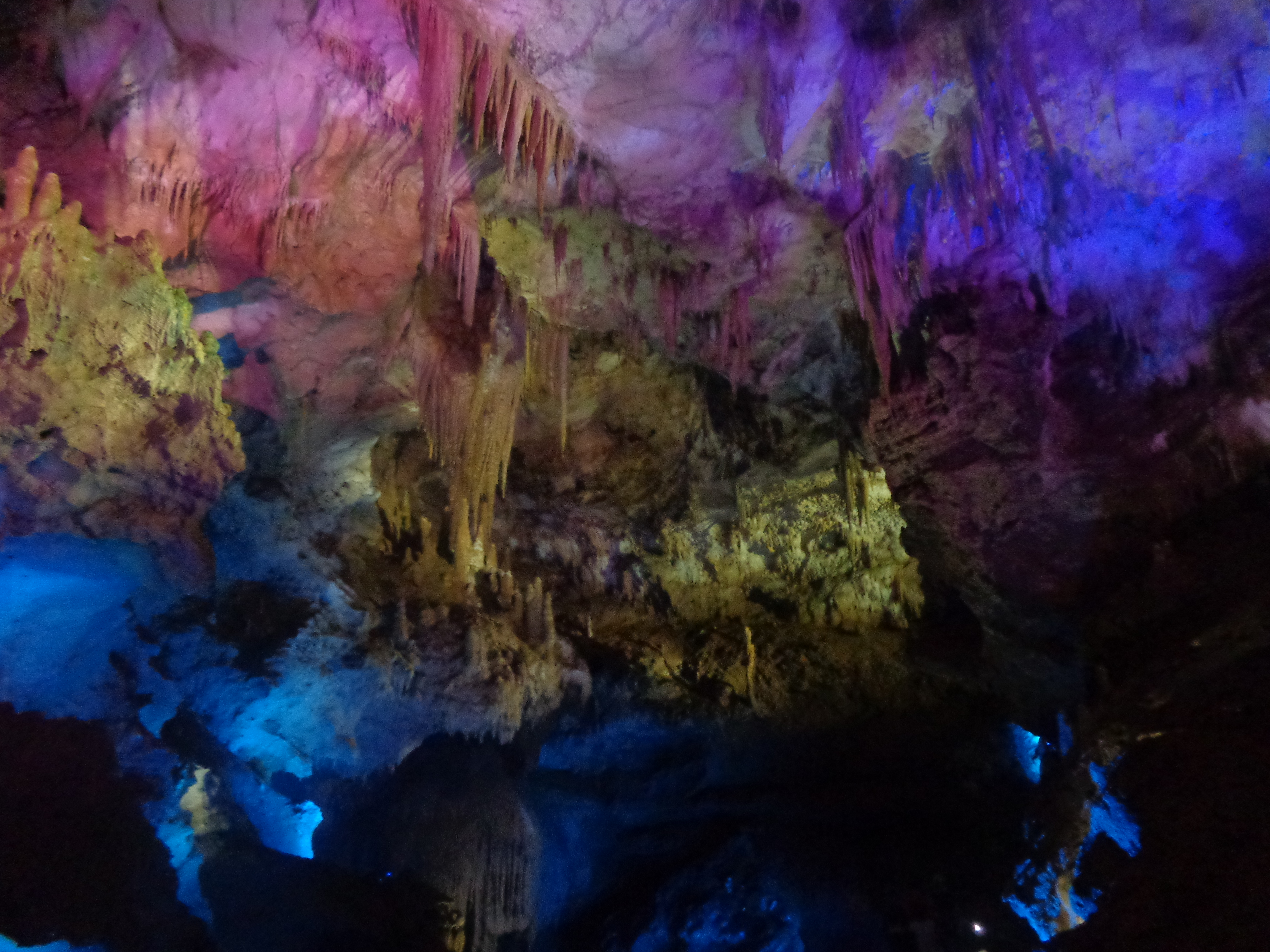
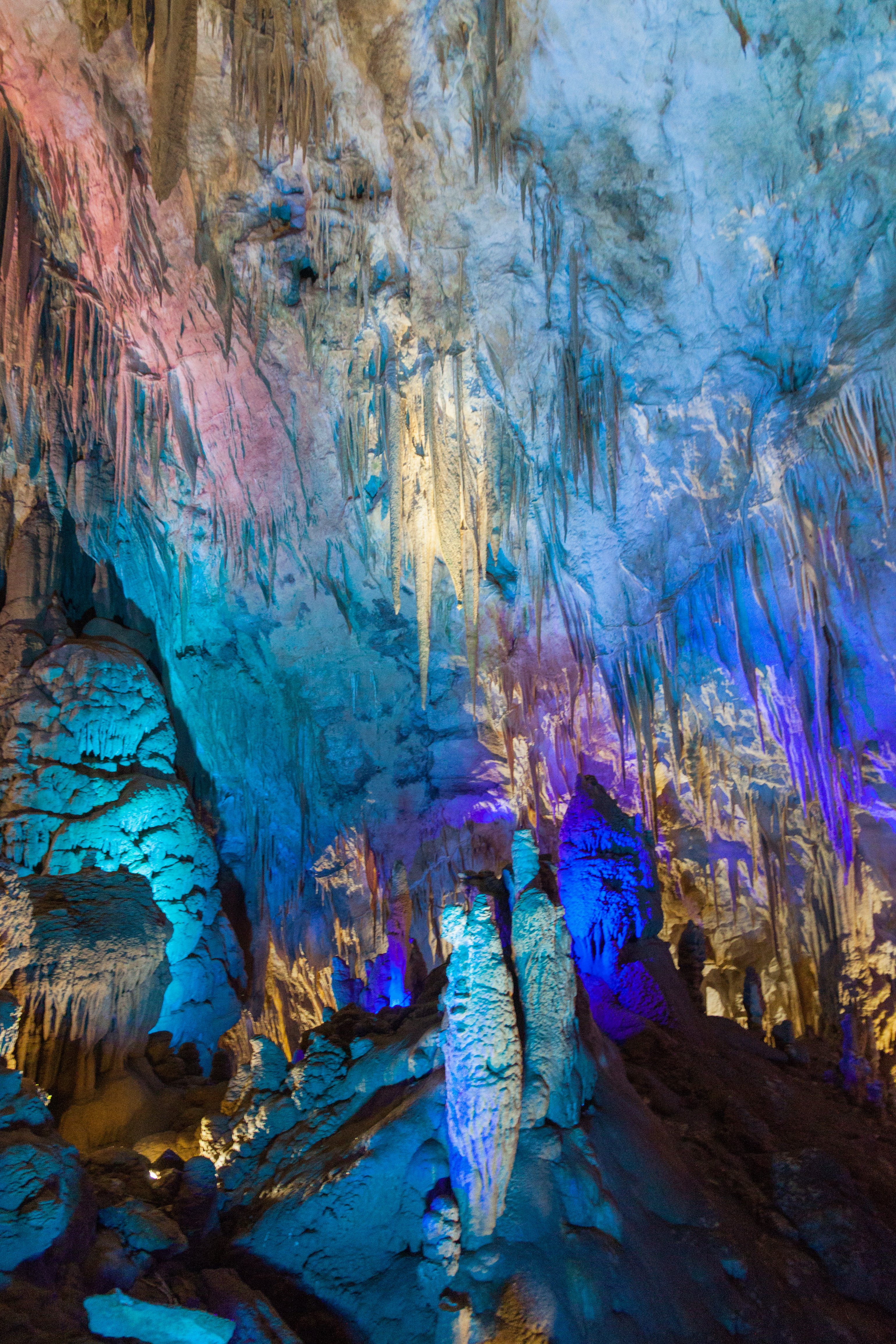
Cueva Prometheus
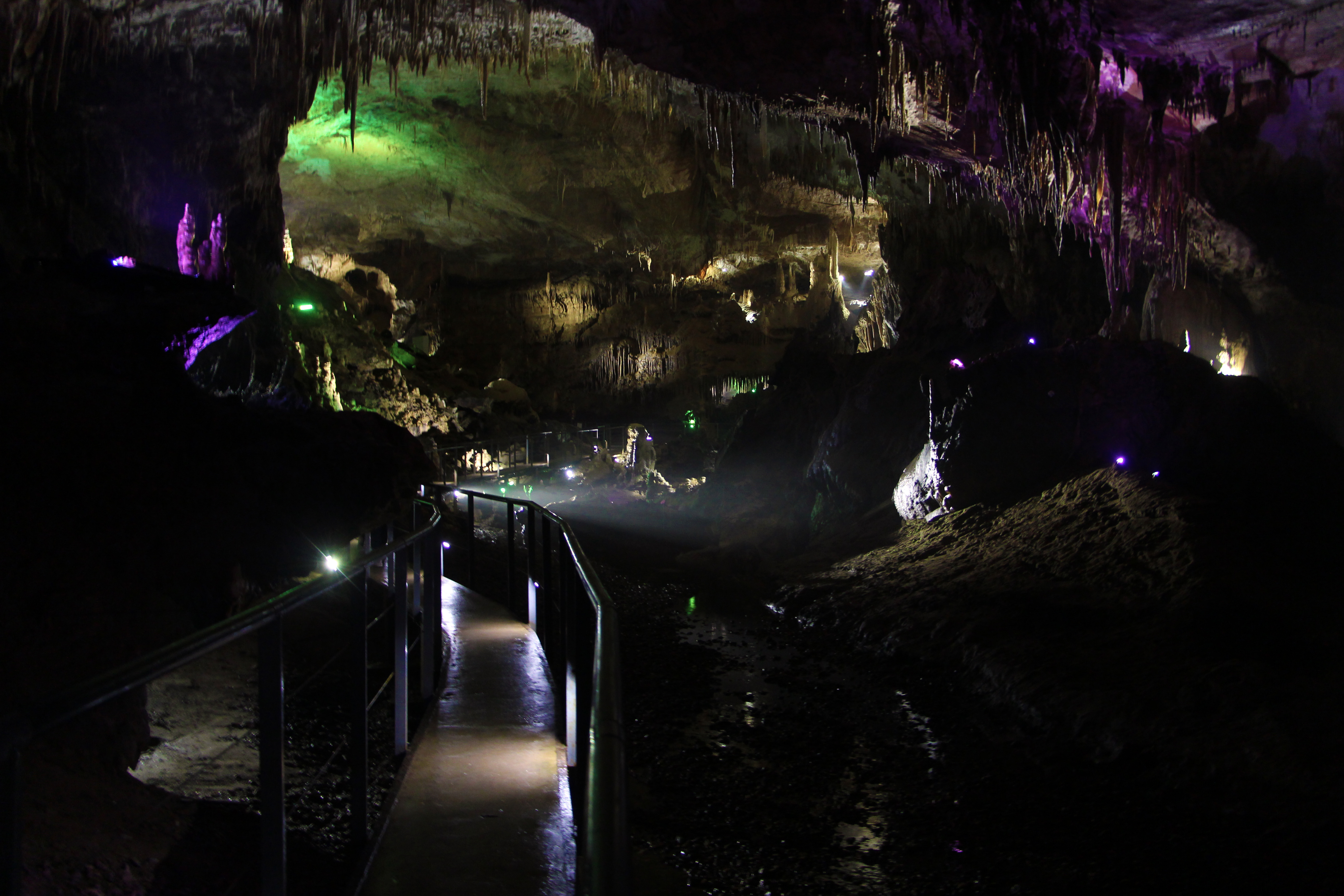